# Низовина

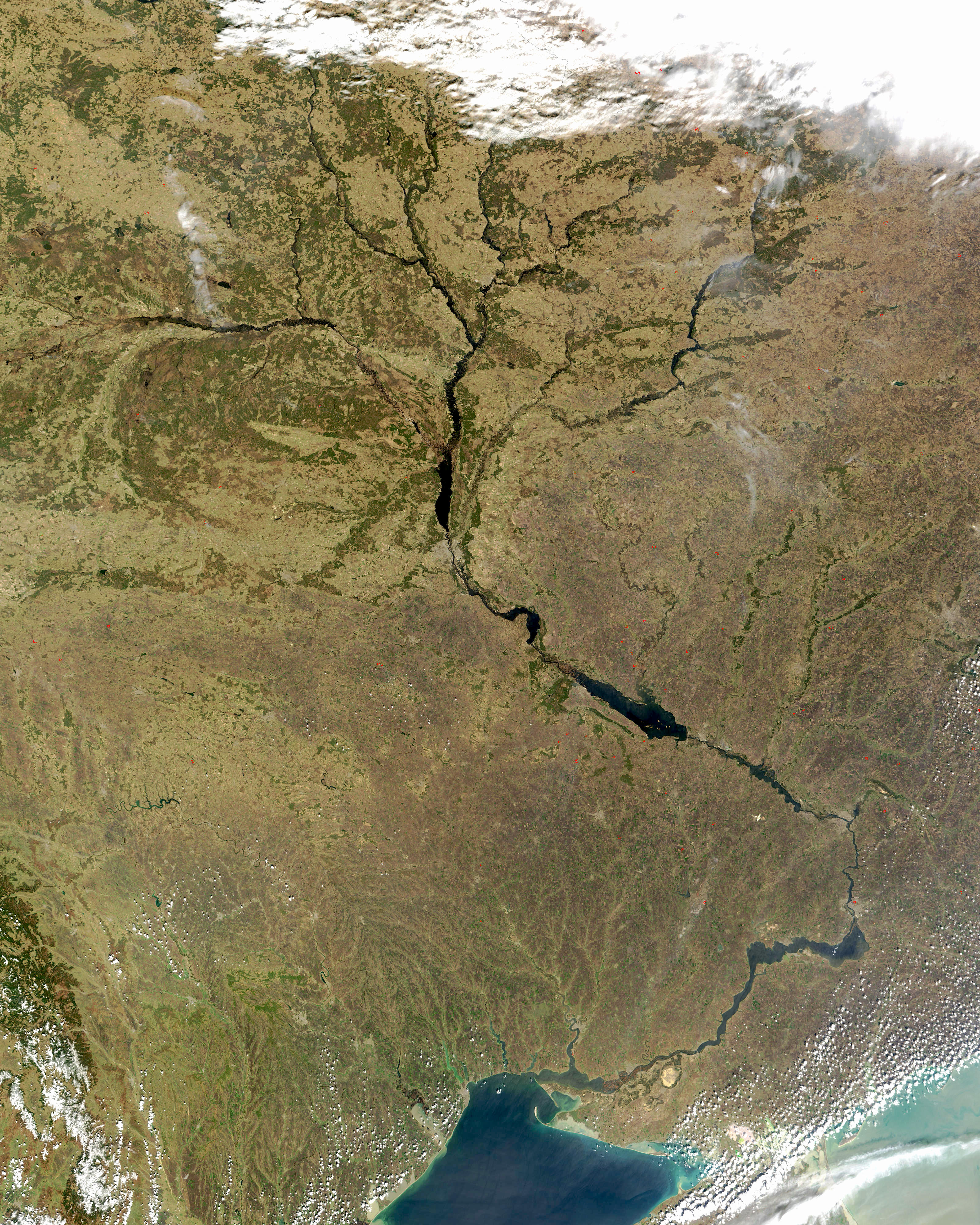
Дніпро і Придніпровська низовина з космосу

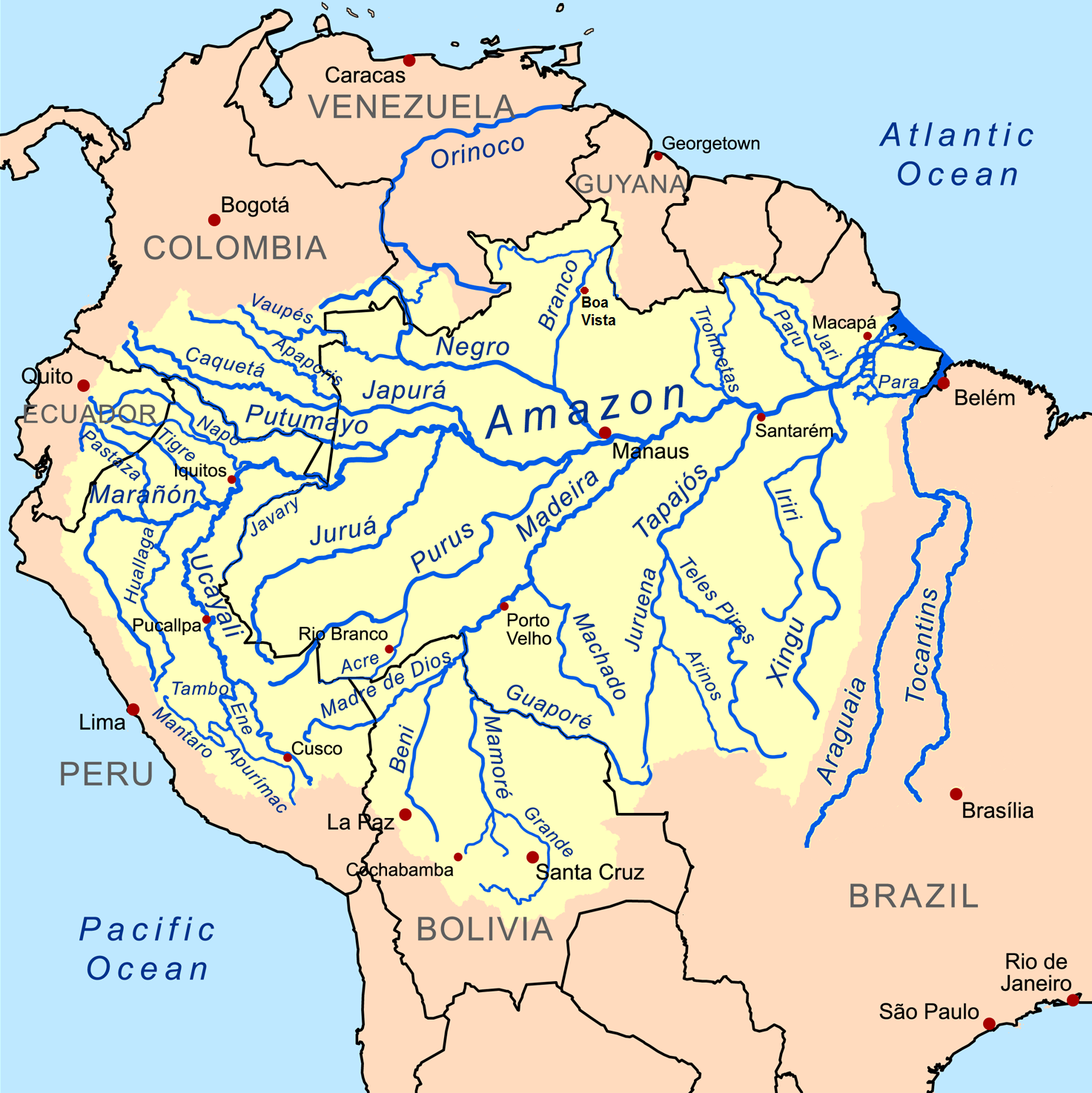
Амазонська низовина

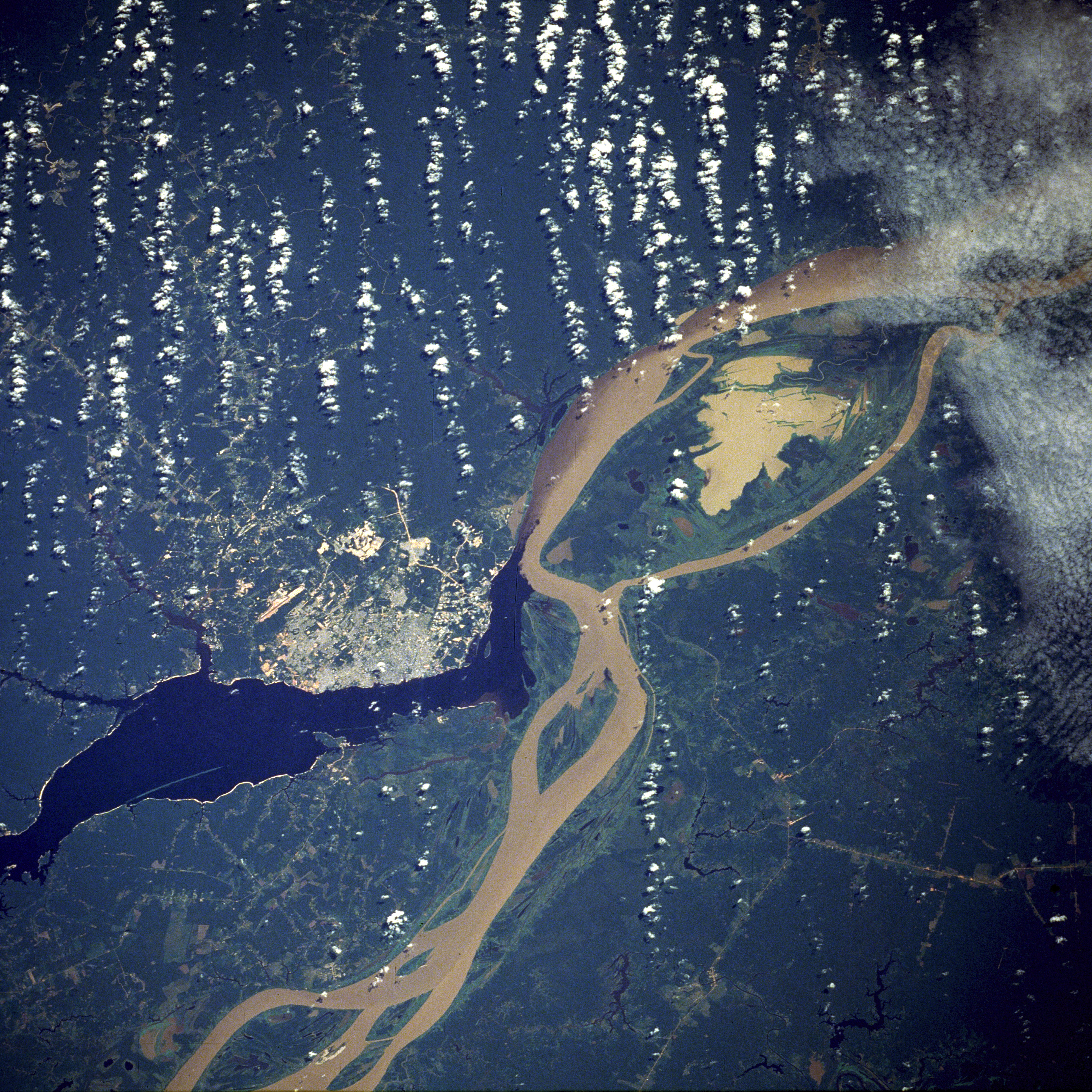
Річка Амазонка поблизу Манауса, Бразилія, фрагмент Амазонської низовини.

Низовина́, низина, низовинна рівнина — форма рельєфу земної поверхні, яка не перевищує 200 м над рівнем моря. Деякі низовини розташовані нижче рівня моря (наприклад, Прикаспійська низовина).
Найчастіше низовина є плоскою чи горбистою рівниною.

## Приклади
Найбільша низовина світу — Амазонська. В Україні найбільші низовини — Придніпровська та Причорноморська.
Інші приклади: Прикаспійська, Західно-Сибірська, Індостанська, Месопотамська низовини.